# Controvento (Roberto Tardito)
Controvento è il primo album musicale di Roberto Tardito, pubblicato nel 2007.

## L'album
La lavorazione dell'album è durata circa sei mesi effettivi, durante i quali l'album è stato rimaneggiato più volte. Alla realizzazione hanno collaborato undici musicisti, sotto la produzione dello stesso Tardito e di Alessandro Mino.
Le canzoni presentano ancora tratti ermetici (Sirene nel sole di mezzanotte, Ladro di tramonti, Controvento), oppure sono influenzati da scrittori come Gibran Kahlil Gibran (Il profeta) e Vladimir Nabokov (La rosa e la spada).
È stato promosso in Italia con una serie di concerti, e successivamente in tutto il mondo con l'innovativo utilizzo della piattaforma virtuale Second Life.
È stato il primo album italiano promosso da Peter Gabriel nell'ambito del suo progetto WE7.

## Tracce
Testi e musiche di Roberto Tardito.
1. Sogno di una notte di mezza estate – 3:47
2. Il ballo delle spade – 6:26
3. Sirene nel sole di mezzanotte – 4:00
4. Il profeta – 3:02
5. Controvento – 3:31
6. 1499 – 4:00
7. Montgomery – 4:07
8. Ladro di tramonti – 3:07
9. La rosa e la spada – 3:57
10. Long Island, luglio '77 – 4:43
11. Irisheart – 4:29
12. Oltre la frontiera – 3:21

## Formazione
- Angelo Adamo – armonica, voci etniche
- Giorgio Cordini – corde, bouzouki
- Alberto Guareschi – contrabbasso
- Agostino Marangolo – batteria, percussioni
- Antonio Marangolo – sax soprano, percussioni
- Pier Michelatti – basso
- Roberto Tardito – voce, corde, pianoforte, percussioni
- Vincenzo Zitello – arpa celtica, violino, viola, flauti
- Roberta Bua – violino
- Valentina Busso – viola
- Chiara Manueddu – violoncello

## Produzione
- Dario Ravelli – mix
- Giovanni Versari – mastering
- Alessandro Mino – copertina